# Dammann
Dammann ist ein deutscher Familienname.

## Namensträger
- Adolf Dammann (* 1939), deutscher Politiker (NPD)
- Angelika Dammann (* 1959), deutsche Managerin
- Anna Dammann (1912–1993), deutsche Schauspielerin
- Arnold Dammann (* 1948), deutscher Schauspieler
- Bruno Dammann (1869–1934), deutscher Jurist und Ministerialbeamter
- Carl Dammann (Fotograf) (1819–1874), deutscher Fotograf und Autor
- Clemens Dammann (1885–1965), deutscher Politiker (CDU)
- Dirk Dammann (* 1967), deutscher Fußballspieler
- Édouard Dammann, französischer Ruderer
- Erik Dammann (1931–2025), norwegischer Gesellschaftskritiker und Autor
- Ernst Dammann (1904–2003), deutscher Afrikanist und Religionswissenschaftler
- Frank Dammann (1957–2017), deutscher Handballspieler
- Friedrich Dammann (1901–1969), deutscher Schriftsteller, Drehbuchautor und Filmmanager, siehe F. D. Andam
- Gerhard Dammann (Schauspieler) (Heinrich Gerhard Dammann; 1883–1946), deutscher Schauspieler und Komiker
- Gerhard Dammann (Mediziner) (1963–2020), Schweizer Psychiater und Psychoanalytiker
- Günter Dammann (1941–2021), deutscher Germanist
- Günther Dammann (Robertini; 1910–1942), deutscher Autor und Zauberkünstler
- Gustav Dammann (1873–1941), deutscher Generalleutnant
- Hans Dammann (1867–1942), deutscher Bildhauer
- Heinrich Dammann (1924–2013), deutscher Unternehmer
- Helmut Dammann-Tamke (* 1961), deutscher Politiker (CDU), MdL Niedersachsen
- Hildegard Dammann (1900–1982), deutsche Botanikerin
- Jakob Dammann (1534–1591), deutscher Geistlicher und Reformator
- Jens Christian Dammann (* 1973), deutscher Jurist
- Joseph Dammann (* 1977), US-amerikanischer Kinderdarsteller
- Julius Dammann (1840–1908), deutscher Geistlicher und Schriftsteller
- Karl Dammann (Tiermediziner) (1839–1914), deutscher Tierarzt, Hochschullehrer und Schriftsteller
- Karl Friedrich Nikolaus Julius Dammann (1837–??), deutscher Mediziner
- Klaus Dammann (* 1972), deutscher Volleyballspieler
- Kurt Dammann (1899–nach 1969), deutscher Journalist und Chefredakteur
- Maren Dammann (* 1983), deutsche Autorin und Wissenschaftlerin
- Margarethe Dammann, deutsche Frauenbundfunktionärin
- Marion Dammann (* 1960), deutsche Politikerin und Landrätin
- Martin Dammann (* 1965), Künstler und Autor
- Oswald Dammann (1893–1978), deutscher Bibliothekar
- Paul Dammann (1860–1912), deutscher Marine-Generalarzt
- Peter Dammann (1944–2009), deutscher Fußballspieler
- Reinhard H. Dammann (* 1965), Schweizer Molekulargenetiker
- Richard Dammann (1890–1939), deutsch-jüdischer Bankier und Kunstsammler
- Rolf Dammann (Pastor) (1924–2014), deutscher Pastor und Kirchenfunktionär
- Rolf Dammann (Musikwissenschaftler) (1929–2012), deutscher Musikwissenschaftler und Hochschullehrer
- Rüdiger Dammann (* 1959), deutscher Lektor, Redakteur und Publizist
- Ulrich Dammann (* 1943), deutscher Jurist und Datenschutzbeamter
- Viktor Dammann (* 1950), Schweizer Journalist
- Walter Heinrich Dammann (1883–1926), deutscher Kunsthistoriker und Museumsdirektor
- Wilhelm Heinrich Dammann (1889–??), deutscher Schriftsteller